# Roberta Anastase
Roberta Alma Anastase (Ploiești, 27 marzo 1976) è una politica rumena.
È la prima donna ad essere nominata Presidente della Camera dei deputati della Romania, posizione che occupa dal 20 dicembre 2008 al 3 luglio 2012, essendo anche una posizione più alta mai tenuta da una donna in Romania. È stata deputato europeo dal novembre 2006 al novembre 2008.
Roberta Anastase ha partecipato al concorso Miss Romania nel 1994 con Andreea Marin, Iulia Fratila e Simona Patruleasa e ha vinto il concorso. Poi ha rappresentato la Romania a Miss Universo

## Formazione
Ha frequentato la Facoltà di Sociologia dell'Università di Bucarest a metà degli anni '90 e dal 1998 al 2000 ha studiato questioni europee studiando presso la Facoltà di Scienze Politiche della stessa università. È preoccupata per i sistemi politici europei e rumeni nonché per le questioni relative alla partecipazione dei cittadini alla vita democratica, alla loro presenza nelle votazioni e al modo in cui sono influenzati dalle campagne elettorali.
Tra novembre 2006 e novembre 2008 è stata membro del Parlamento europeo, membro della commissione per gli affari esteri e vicepresidente della sottocommissione per la sicurezza e la difesa.
Suo padre, Cornel Anastase, era prima del 1989 direttore dello stabilimento 1 Mai a Ploiesti, e poi vice-prefetto di Prahova.

## Controversie
Nella notte del settembre 2010, ha guidato l'incontro in cui la Camera dei deputati ha votato la legge sulla pensione. Roberta Anastase, in qualità di presidente della riunione, ha presentato il progetto di voto e ha preso atto del quorum e delle forze dell'ordine, anche se c'erano solo 80 deputati. Secondo la signora Anastase, oltre 160 deputati avrebbero votato, anche 270. I gruppi PNL e PSD si sono ritirati dal voto. Il 6 ottobre 2010, la Corte costituzionale ha analizzato i ricorsi presentati dal PNL e PSD e ha dichiarato la legge costituzionale. Il presidente rumeno Traian Băsescu ha ripresentato la legge per un nuovo dibattito in Parlamento, ma per ragioni diverse da quelle rivendicate dall'opposizione.
Nell'estate 2012, nel contesto del cambiamento del predominio politico in Parlamento, quando diversi membri del partito al governo del PDL migrarono ad altri partiti (specialmente nell'USL), Roberta Anastase fu revocata il 3 luglio 2012. Il Presidente della Camera dei deputati, sostituito dal voto parlamentare è divenuto Valeriu Ștefan Zgonea (PSD).